# Калашниково (Омская область)
Калашниково — упразднённая деревня в Тарском районе Омской области России. Входила в состав Соускановского сельского поселения. Упразднена в 2008 г.

## География
Деревня располагалось в 6,5 км к северо-востоку от села Соусканово, на правом берегу реки Оша.

## История
Основана в 1807 г. В 1928 г. деревня Калашникова состояла из 47 хозяйств, основное население — русские. В административном отношении входила в состав Соускановского сельсовета Знаменского района Тарского округа Сибирского края.

## Население
| 1926 | 2002 |
| ---- | ---- |
| 263  | ↘79  |

Национальный состав
Согласно результатам переписи 2002 года, в национальной структуре населения русские составляли 92 % от общей численности населения.